# Państwowe Liceum i Gimnazjum im. Króla Władysława Jagiełły w Gródku Jagiellońskim
Państwowe Liceum i Gimnazjum im. Króla Władysława Jagiełły w Gródku Jagiellońskim – polska szkoła z siedzibą w Gródku Jagiellońskim w okresie II Rzeczypospolitej, od 1938 o statusie gimnazjum i liceum ogólnokształcącego.

## Historia
Pierwotnie w okresie zaboru austriackiego postanowieniem z 8 grudnia 1909 zostało założone gimnazjum państwowe z polskim językiem wykładowym od początku roku szkolnego 1909/1910. Uroczyste otwarcie miało miejsce 13 września 1909. Od początku szkoła mieściła się w dawnym budynku ratusza miejskiego. Część uczniów zamieszkiwała w polskiej bursie TSL im. Andrzeja Potockiego i ruskiej bursie im. Szaszkiewicza. Po wybuchu I wojny światowej w 1914 nauka była wstrzymywana i ponownie była prowadzona planowo od początku roku szkolnego 1916/1917.
Po odzyskaniu przez Polskę niepodległości władze II Rzeczypospolitej nadały gimnazjum patronat króla Władysława Jagiełły. Wówczas gimnazjum mieściło się w budynku należącym do TSL, zaś w 1921 planowano ulokowanie szkoły w budynku poszpitalnym. W połowie lat 20. szkoła była prowadzona w typie neoklasycznym. W 1926 w gimnazjum prowadzono osiem klas w 10 oddziałach, w których uczyło się 288 uczniów płci męskiej i 24 płci żeńskiej.
Zarządzeniem Ministra Wyznań Religijnych i Oświecenia Publicznego Wojciecha Świętosławskiego z 23 lutego 1937 „Państwowe Gimnazjum im. Króla Władysława Jagiełły w Gródku Jagiellońskim” zostało przekształcone w „Państwowe Liceum i Gimnazjum im. Króla Władysława Jagiełły w Gródku Jagiellońskim” (państwową szkołę średnią ogólnokształcącą, złożoną z czteroletniego gimnazjum i dwuletniego liceum), a po wejściu w życie tzw. reformy jędrzejewiczowskiej szkoła miała charakter koedukacyjny, a wydział liceum ogólnokształcącego był prowadzony w typie humanistycznym łączonym w przyrodniczym.

## Dyrektorzy
- dr Jan Kreiner (-29.XI.1920)[5][6][2]
- ks. dr Zygmunt Kozubski (kier. od 31.I.1921-1921)[6][2]
- Józef Kurcz (07.VI.1921-)[6][7][2]
- Stanisław Kaniowski (kier., ok. 1926)[2]
- Stanisław Krysowski (dyr. od 01.IV.1926)[8][9]

## Uczniowie i absolwenci
Absolwenci
- Stanisław Culic – oficer
- Józef Cwetsch – generał (1939)
- Antoni Chmielowski – oficer (1934)
- Antoni Hajzik – oficer
- Edward Hecht – oficer (1921)
- Jan Zełyk – polityk (1912)

Uczniowie
- Lesław Dudek – generał
- Witold Rosołowski – oficer